# Giuliana Calandra
Pour les articles homonymes, voir Calandra.
Giuliana Calandra, née à Moncalieri le 10 février 1936 et morte à Aprilia le 25 novembre 2018, est une actrice, journaliste et présentatrice de télévision italienne.

## Biographie
Née à Moncalieri, Giuliana Calandra a fait ses débuts en 1963, dans  La ricotta, film de Pier Paolo Pasolini. Elle est apparue dans des films de réalisateurs comme Dario Argento, Marco Ferreri, Alberto Sordi, Lina Wertmüller, Giorgio Albertazzi, Mario Monicelli, Costa-Gavras, Dino Risi, Sergio Corbucci et Alberto Lattuada.
Dans les années 1980, elle a commencé une carrière parallèle en tant que journaliste de télévision et de présentatrice, se concentrant principalement sur la mode et le divertissement.

## Filmographie partielle

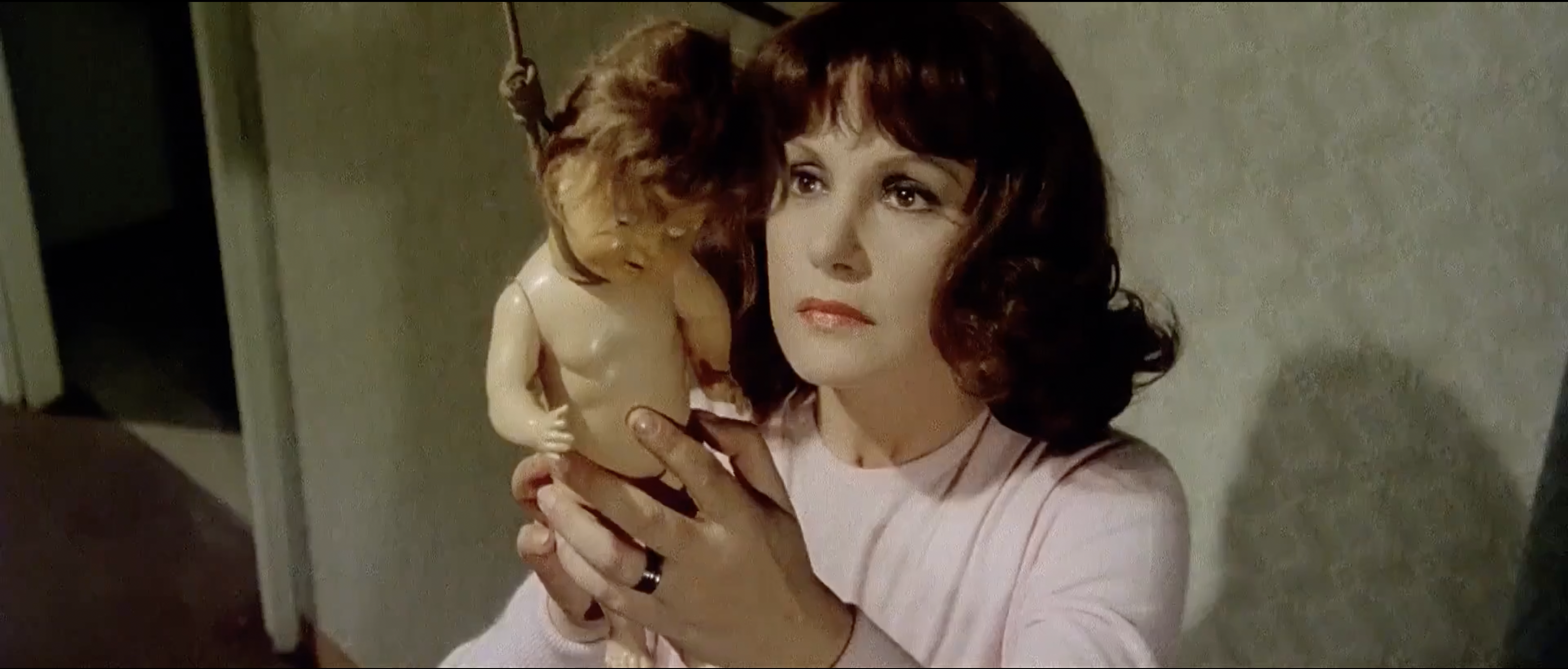
Giuliana Calandra dans Les Frissons de l'angoisse (1975).

- 1972 : La calandria de Pasquale Festa Campanile
- 1973 : Une histoire du XVIIe siècle (Storia di una monaca di clausura) de Domenico Paolella
- 1974 : Deux Grandes Gueules (Il bestione) de Sergio Corbucci
- 1974 : Chacun à son poste et rien ne va (Tutto a posto e niente in ordine) de Lina Wertmüller
- 1974 : La nottata de Tonino Cervi
- 1975 : Les Frissons de l'angoisse (Profondo rosso) de Dario Argento
- 1975 : Profession garde du corps (Vai gorilla) de Tonino Valerii : l'épouse de Sampioni
- 1975 : Di che segno sei? de  Sergio Corbucci
- 1975 : Simone e Matteo: Un gioco da ragazzi de Giuliano Carnimeo
- 1976 : La Dernière Femme (L'ultima donna) de Marco Ferreri
- 1978 : Mœurs cachées de la bourgeoisie (Ritratto di borghesia in nero) de Tonino Cervi
- 1980 : Le Coucou (Il lupo e l'agnello) de Francesco Massaro
- 1981 : Il turno de Tonino Cervi
- 1983 : Il petomane de Pasquale Festa Campanile
- 1989 : La cintura de Giuliana Gamba[3]